# Obszary cenne przyrodniczo w Dąbrowie Górniczej
Obszary cenne przyrodniczo w Dąbrowie Górniczej:

## Bielowizna
Teren o powierzchni 2,56 ha położony między kolonią Basiula a Bielowizną, w dzielnicy miasta Dąbrowa Górnicza – Ząbkowice. Obszar obejmuje blisko kilometrowy odcinek doliny Trzebyczki.
Występuje tu dobrze zachowana roślinność łęgowa, łęgowo-bagienna oraz olsy, w tym około 20 gatunków roślin chronionych i rzadkich.
Niektóre występujące tu chronione rośliny:
- barwinek pospolity
- kopytnik pospolity
- kalina koralowa
- kruszyna pospolita
- chrobotek reniferowy
- wawrzynek wilczełyko
- płucnica islandzka
- wyblin jednolistny

## Las Bienia
Obszar rozciągający się od Łęki do Ząbkowic.
Jest to las gospodarczy, wchodzący w skład pasa lasów ochronnych Huty Katowice. Odznacza się jednak dużymi wartościami przyrodniczymi. W runie leśnym można spotkać wiele roślin chronionych i rzadkich, z gatunków charakterystycznych dla lasów liściastych.
Drzewostan składa się w głównej mierze ze sztucznie wprowadzonej tu sosny, ponadto dębu szypułkowego, grabu, buka, modrzewia.
Dawniej tereny te porastały buczyny ciepłolubne, o czym świadczy skład roślinności runa. W ostatnich latach prowadzi się przebudowę drzewostanu na bukowo-grabowy.
Niektóre występujące tu chronione rośliny:
- dziewięćsił bezłodygowy
- buławnik czerwony
- orlik pospolity
- konwalia majowa
- kruszyna pospolita

## Łąki Krwiściągowe

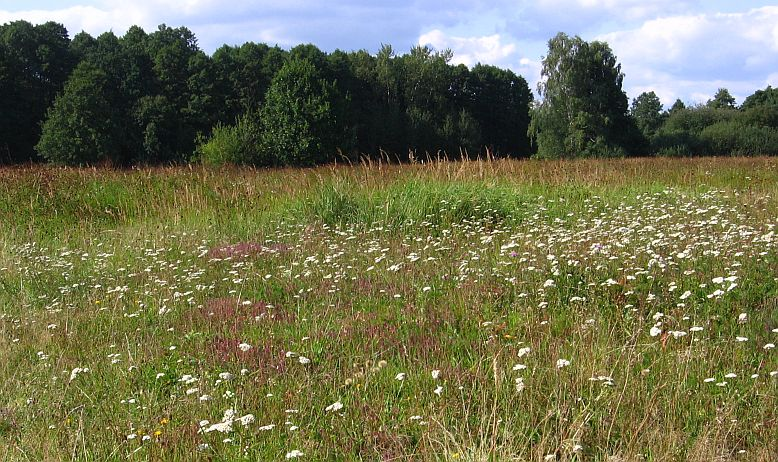
Łąki Krwiściągowe

Teren o powierzchni ok. 35 ha, położony nad potokiem Pogoria, między parkiem Zielona a śródmieściem.
Są to łąki z dominacją krwiściągu lekarskiego oraz wieloma bylinami, trawami, turzycami.Można spotkać tu zimowit jesienny oraz ziołorośla z wiązówką błotną oraz bodziszkiem błotnym. Rosną tu także kępy krzewów i drzew, oplecione chmielem.

## Lasy Trzebiesławskie
Lasy Trzebiesławskie położone są w północnej części miasta Dąbrowa Górnicza i porastają wzgórza z wapienia muszlowego i obniżenia terenowe z utworami polodowcowymi. Są to lasy gospodarcze o szczególnych wartościach przyrodniczych. Na całym terenie zaobserwowano liczne gatunki zwierząt i roślin chronionych.
Niektóre występujące tu chronione rośliny:
- wyblin jednolistny
- kruszczyk szerokolistny
- konwalia majowa
- wilżyna ciernista
- kalina koralowa
- buławnik mieczolistny
- dziewięćsił bezłodygowy
- rojnik pospolity

### Wilczomlecz pstry
Wilczomlecz jest rośliną rzadką, zagrożoną wyginięciem na terenie Polski, i w związku z tym wpisany do Polskiej Czerwonej Księgi Roślin. Jedyne stanowisko tej rośliny znajduje się w przeważającej mierze na terenie Dąbrowy Górniczej. Jego stanowisko w Polsce leży poza zwartą strefą zasięgu i jest najdalej wysunięte na północ.

## Uroczysko Wypaleniska

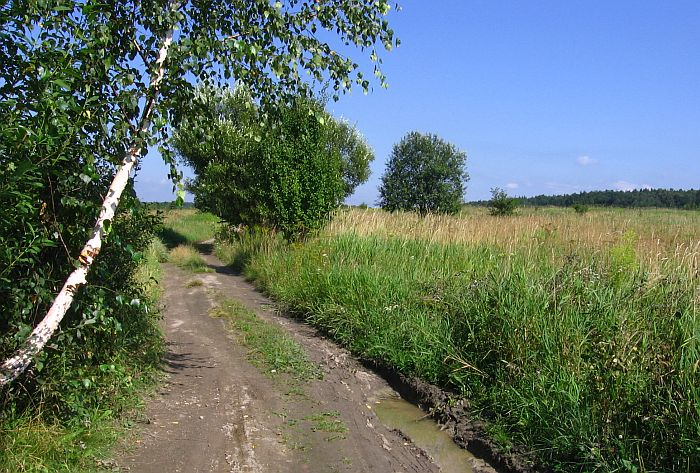
Wypaleniska

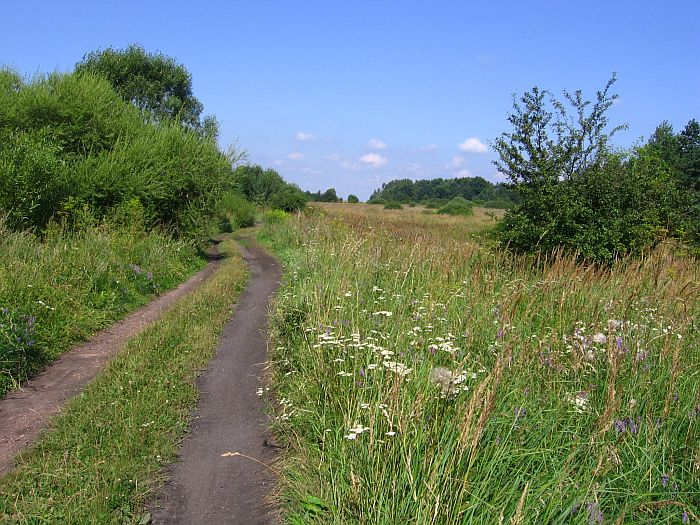
Wypaleniska – łąki

Obszar ten położony jest między drogą do Błędowa a drogą do Niegowonic.
Wartościowymi walorami przyrodniczymi tych terenów jest zachowany krajobraz łąkowo-leśny oraz naturalny bór sosnowy. Można tu spotkać drzewostany dębowo-grabowe i olszowe, należące do grądów niskich i łęgów olszowych wraz z charakterystycznym runem oraz podmokłe łąki.
Można tu napotkać kilkadziesiąt gatunków roślin chronionych i rzadkich, m.in.:
- orlik pospolity
- kalina koralowa
- gółka długoostrogowa
- gnieźnik leśny
- konwalia majowa
- zimowit jesienny
- kruszczyk rdzawoczerwony
- listera jajowata

Naturalny bór sosnowy porasta piaszczyste wzniesienia oraz wilgotne obniżenia terenu. Rośnie tu bór świeży i wilgotny z domieszką boru bagiennego, a także wiele ciekawych roślin borowych i psammofilnych (roślinność trawiasta, niezbyt zwarta, niska). Roślinność ta wiąże luźne, piaszczyste podłoże.

## Bagna Błędowskie
Bagna ciągną się wzdłuż Białej Przemszy, na terenie Pustyni Błędowskiej. Zachodnia część natrafia na triasowe wzgórza i zwęża się, tworząc dolinę przełomową. Można tu zaobserwować liczne meandry, starorzecza i bagna z bogatymi biocenozami.
Woda rzeki jest czysta, co stwarza dobre warunki do życia dla wielu, rzadkich zwierząt i roślin. Żyją tu 3 gatunki zwierząt wymienione w Polskiej Czerwonej Księdze Zwierząt: bóbr europejski, minóg strumieniowy i kureczka nakrapiana, zamieszkująca mokradła i błota. Ponadto spotkać tu można derkacza, bociana białego, kszyka, dudka, jastrzębia, kokoszkę wodną, błotniaka stawowego, kruka, trzcinniczka, gąsiorka czy dzięcioła zielonosiwego. Gady reprezentowane są przez jaszczurkę zwinkę i żmiję zygzakowatą.
Niektóre występujące tu chronione rośliny:
- tojad dzióbaty
- lilia złotogłów
- porzeczka czarna
- rosiczka okrągłolistna
- wawrzynek wilczełyko
- kalina koralowa
- grzybień biały
- kruszyna pospolita
- listera jajowata